# دولدر غراند
دولدر غراند (المعروف سابقاً باسم فندق جراند دولدر) هو فندق متفوق بتصنيف 5 نجوم في زيوريخ. بَني في عام 1899، يقع الفندق على تل أدليسبيرغ، ويمتد على مدى 40,000 متر مربع. يوفر الفندق 173 غرفة وجناح، مطعمين، بار، 13 قاعة مؤتمرات وسبا بمساحة 4000 متر مربع.
يتصل الفندق بوسط زيوريخ عن طريق البر، وعن طريق سكة حديد دولدربان راك، التي توجد محطتها العلوية بجوار مجمع الفندق.

## لمحة تاريخية

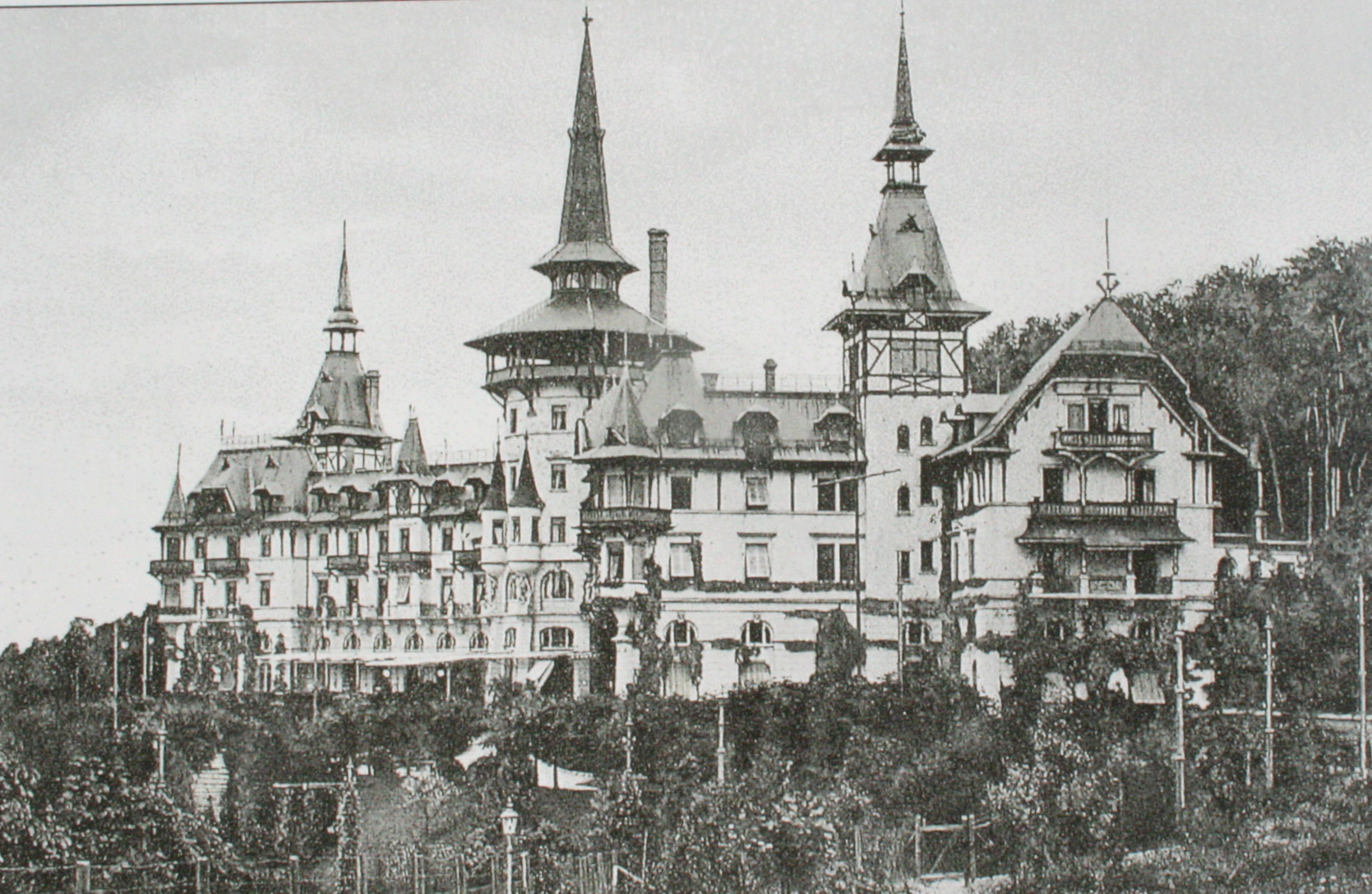
فندق جراند دولدر من عام 1905

افتَتح الفندق في الأصل كمنتجع صحي ("كورهاوس") قبل أن يصبح فندقاً فاخراً. أَغلق في عام 2004 بشكل مؤقت لإجراء تجديد شامل.
أَعيد افتتاح الفندق في 3 أبريل 2008. وقد أديرت أعمال التجديد والتوسيع من قبل نورمان فوستر، بتكلفة 440 مليون فرنك سويسري وفقاً للمساهم الرئيسي أورس شوارزينباخ. حافظ الترميم على المظهر الأصلي من عام 1899، وأزيل عدد من المباني التي تمت إضافتها في 1920. بالإضافة إلى ذلك، تمت إضافة جناحين جديدين، بالقرب من المبنى القديم. وأضيف طابقين إضافيين تحت الأساسات القديمة. ليست الهندسة فقط، ولكن تمت إعادة مفهوم الفندق أيضاً إلى أصله - الآن يتم تصنيفه كفندق ومنتجع صحي فاخر.
قبل افتتاح الفندق للضيوف، تم افتتاحه لأيام مجانية أمام العامة حيث تمكنوا من زيارة الفندق على مسارات محددة سلفاً. وكان الناس ينتظرون ما يقارب 3.5 ساعات لدخول الغرف الجديدة.